# جزر تشونغشا
جزر تشونغشا هي مجموعة من التراكمات المغمورة تماما، والجبال البحرية، والمياه الضحلة في بحر الصين الجنوبي. أبرز ميزتين في هذه من منطقة هي بنك ماكليسفيلد (الصينية: تشونغشا) ومياه سكاربورو الضحلة.وهذه المنطقة مطالب بها من قبل لجان المقاومة الشعبية وROC، ومناطق متعددة من الأجزاء الغربية والتي تطالب بها الفلبين. لا يوجد بلد له السيطرة على المنطقة، وهناك خلافات مستمرة.
لجان المقاومة الشعبية تطالب بأدارة المنطقة في منطقة تشونغشا، وهي منطقة على مستوى مقاطعة سانشا في مستوى مدينة هينان. لديها بلدة واحدة تشونغشا داو . لجنة حي جياو. ومع ذلك، مقر هذه اللجنة ليست ضمن منطقة تشونغشا.